# Historia económica del Imperio ruso
La economía del Imperio ruso y su influencia sobre Europa se incrementaron a partir de Pedro el Grande cuando transformó el zarato ruso en imperio. Le siguió una lucha de poder hasta que Catalina estabilizó el estado, pero no fue hasta que Alejandro hizo notar a Rusia como una potencia económica a tomar en cuenta.

## Pedro I (1682-1725)

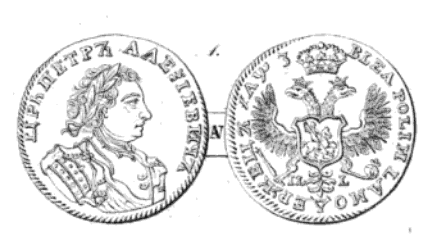
Chervonets de 1707.

## Isabel I (1741-1762)

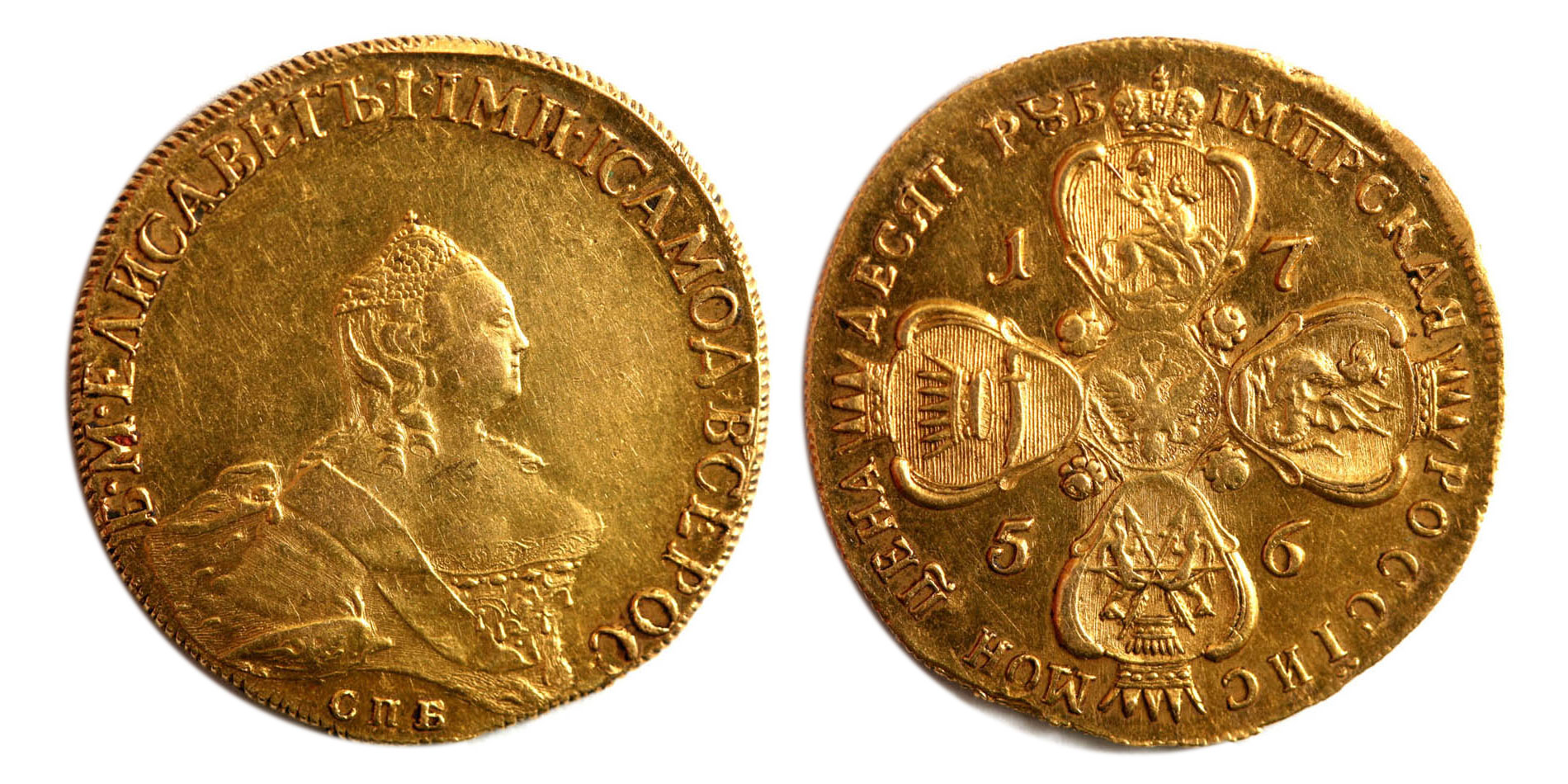
10 rublos de 1756.

## Catalina II (1762-1796)

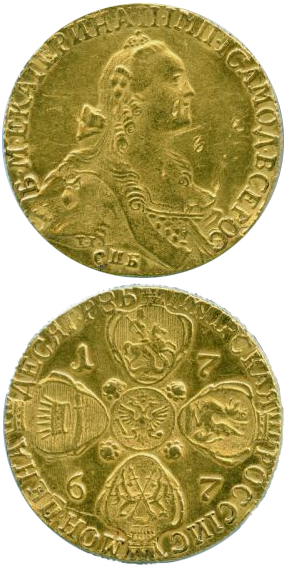
10 rublos de oro de 1767.

## Alejandro I (1801-1825)
Durante sus primeros años en el trono el Zar Alejandro I de Rusia inició varias reformas. En 1802, las Comisiones existentes  o  Collegia, establecidos por Pedro el Grande como cuerpos que gobernaban centralizados, fueron transformadas en ministerios, entre los que se encontraba el ministerio de Finanzas. El primer Ministro de Hacienda fue el conde Alekséi Vasíliev, quien previamente había sido tesorero del estado, el puesto más alto en finanzas. Vasíliev fue ministro del 8 de septiembre de 1802 hasta el 15 de agosto de 1807 en que F.A. Golubtsov lo substituyó. 

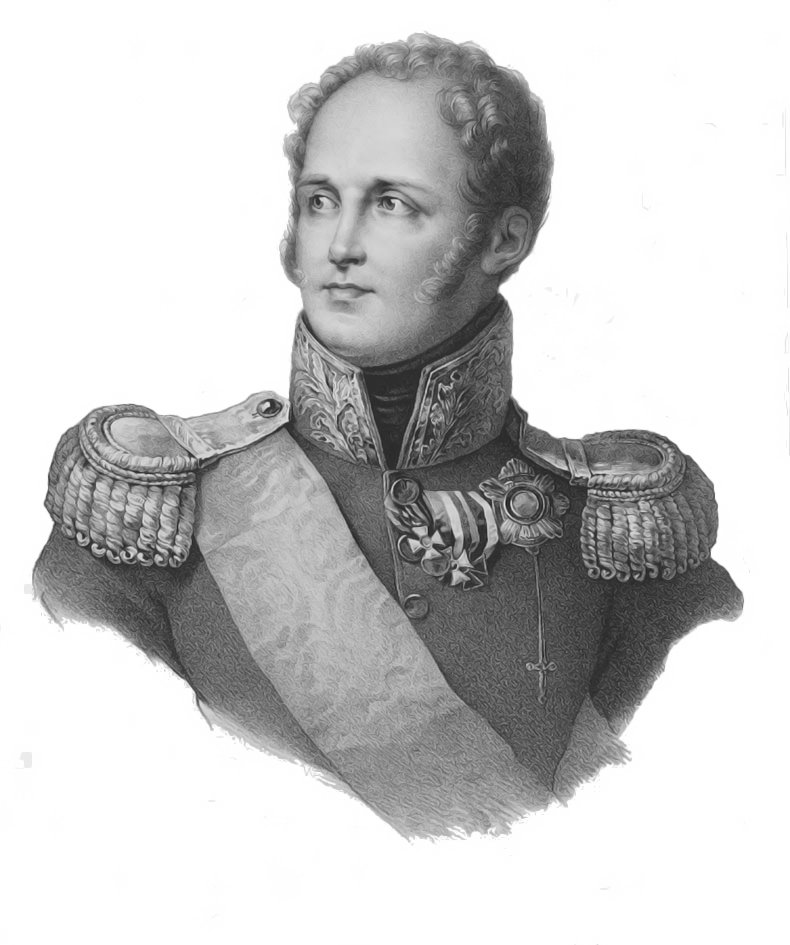
Alejandro I de Rusia.

Durante las guerras con Turquía y Suecia Rusia tenía costos militares enormes, por lo que se utilizó a la prensa para obtener dinero. Hacia el final de 1810 la cantidad de rublos de papel en circulación igualó 579 373 880. Un rublo de papel valió simplemente 0,254 rublos de plata. 

### Plan Finánsov
La situación financiera y monetaria de Rusia durante el reinado de Catalina II y la primera década de Alejandro I se ha descrito como un periodo de crisis monetaria. En 1769, ante la falta de oro y plata en el Tesoro ruso que financiaran los gastos militares del momento, se comenzó a emitir dinero en papel sin respaldo en ningún metal (los denominados rublos de papel o rublos en asignaciones). Este papel moneda junto con los préstamos extranjeros se convirtieron en las principales fuentes de financiación pública. 
La creciente emisión de estos rublos de papel, que llegó a alcanzar los 800 millones de rublos, hizo declinar su valor que llevó a que en 1815 hubieran perdido cuatro quintas partes de su valor comparado con los rublos de plata. En 1809, se designó a Mijaíl Speranski para que ideara una reforma que contribuyera a estabilizar el sistema monetario del imperio.
Speranski elaboró un plan de finanzas, conocido como Plan Finánsov, con la ayuda de destacados economistas de la época como M.A. Baluguianski y Ludwig Heinrich von Jacob. El plan de Speranski partió del principio de considerar los denominados rublos de papel como una deuda pública encubierta y no como moneda real y consecuentemente en un primer momento se debía cortar la emisión de nuevo papel moneda y en un segundo momento amortizar el importe emitido de estos rublos de asignación, dejando tan solo flotante un préstamo de 25 millones de rublos cuyos intereses servirían para la creación de un fondo de rescate. También se planeó establecer un nuevo banco para las emisiones modernas. Este banco tendría suficientes reservas de monedas de cobre y de plata para garantizar el intercambio de los billetes de banco nuevamente emitidos.

### Decreto monetario de 1812
Cuando la guerra con Napoleón comenzó en 1812, el gobierno hizo frente a costos militares grandes y no podía continuar las reformas. En vez de sacar los billetes de circulación, el Decreto monetario del 6 de abril de 1812 los declaró como moneda de curso legal y estableció la aceptación obligatoria de los rublos de papel para todos los pagos. Todos los contratos se podían hacer en los rublos de papel o en rublos de plata. No había cambio fijo entre estas dos unidades monetarias; el cambio fue determinado por los bancos y negociando el intercambio. Entretanto, y para financiar la guerra, el gobierno continuó imprimiendo los rublos en papel. 

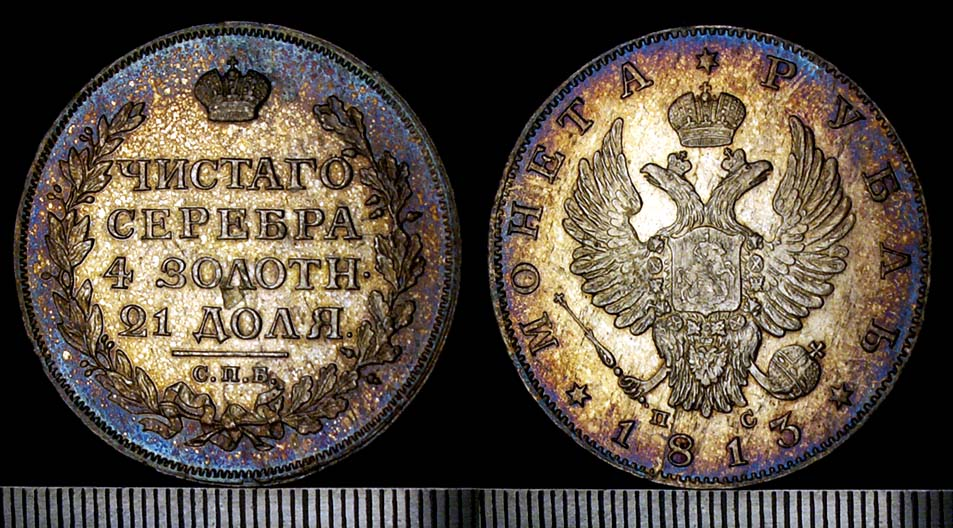
Rublo de 1813.

En 1815, después de su victoria sobre los ejércitos de Napoleón, Rusia utilizó su prestigio político para reestructurar su deuda exterior. Después de que esta tarea fuera lograda con éxito, el sistema del crédito interno fue reorganizado. La característica principal de estas reformas, puesta en ejecución por el ministro de Hacienda D. A. Gúriev, era la emisión de los enlaces de gobierno perpetuo. Además de las perpetuidades, los enlaces a largo plazo en la cantidad de 100 millones de rublos de papel fueron publicados. Juntas, estas ediciones de deuda permitieron retirar aproximadamente 302 millones de rublos de papel de circulación. Por un lado, el gobierno ruso persiguió sus metas de recortar los rublos de papel de circulación; por el otro, imprimía fácilmente rublos de papel nuevamente cuando era necesario cubrir el déficit.

### Balance posguerra
En 1818, había 836 millones de rublos de papel en la circulación, en comparación con 581,4 millones a finales de 1811. En 1818, rublos de papel estaba en su punto bajo, un rublo de papel que estaba digno de solamente 0,20 rublos de plata. 
Varios préstamos extranjeros fueron arreglados para 1820-1822. Los préstamos internacionales e internos proporcionaron los fondos necesarios y la cantidad de billetes en la circulación fue reducida. Durante el período de 1818 a 1822 la cantidad total de billetes disminuyó por 229,3 millones de rublos, o 28 por ciento. El cambio del papel para platear rublos, sin embargo, cambió solamente a partir 0,25 a 0,264 rublos de plata para un rublo de papel. El objetivo de la política era consolidar el rublo de papel disminuyendo la cantidad en la circulación. El cambio no reaccionó mientras que fue anticipado y en 1822 su era decidido parar el recordar de los billetes y seguía habiendo la cantidad de rublos de papel en el país sin cambiar hasta la reforma monetaria siguiente en 1839 - 1843. En 1825, había 595 millones de rublos de billete en el país.

## Nicolás I (1825-1855)
El nuevo emperador mantuvo al Ministro de Hacienda anterior, Georg von Cancrin; cuya política abogaba por no cubrir déficit presupuestarios usando la prensa. En su lugar, los impuestos fueron recogidos con energía hasta ahora desconocida. Tres préstamos fueron obtenidos al exterior, sumando 200 millones de rublos. El dinero fue utilizado para cubrir los grandes nuevos costos militares, causados por la Guerra ruso-persa (1826-1828), Guerra ruso-turca (1828-1829) y el aplastamiento del Levantamiento polaco (1830-1831). 

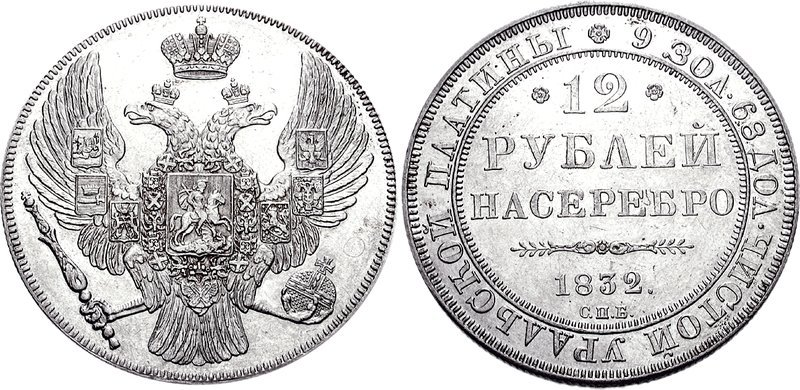
12 rublos de platino de 1832.

El gobierno también confió en otro, publicado no extensamente, fuente de préstamos, - los bancos. Durante el período 1828-1842 el gobierno pidió prestados 427,1 millones de rublos de los bancos. Estos eran a menudo préstamos relativamente informales sin fecha especificada del reembolso. Por supuesto, había un peligro ocultado. En el caso de un repentino 'funcione en los bancos', cuando los depositantes piden simultáneamente su dinero, los bancos harían frente a problemas de la liquidez y el gobierno sería forzado para confiar en la prensa para pagar los bancos detrás de modo que los depositantes pudieran recibir su dinero. Estos riesgos eran entendidos por los funcionarios y el pedir prestado de los bancos, aunque tentó, fue utilizado más como medida de emergencia. 
Aunque la política de disminuir la cantidad de billetes en la circulación era no más larga perseguida después de 1823, el valor de los rublos de papel aumentó de los años que siguieron. Esto se puede atribuir a la demanda más alta para el dinero causado por el desarrollo económico. La explotación minera del oro y de la plata también crecientes, y el metal fueron utilizados para proveer monedas nuevas. 

### Decreto deOrganización del sistema financiero
La onda nueva de reorganizaciones vino en julio de 1839 cuando el gobierno publicó un decreto nuevo, ' 'Organización del sistema financiero ' '. Según este documento que comenzaba de enero el 1 de 1840 todos los contratos en Rusia debían ser escritos usando los rublos de plata solamente. El rublo de plata con el contenido de plata fijo y especificado fue declarado la unidad monetaria y del pago principal. Los billetes debían convertirse en instrumento suplementario del pago. El cambio entre los rublos de papel y los rublos de plata era fijo en 3,5 rublos de papel por un rublo de plata, - la tarifa elegida para estar cerca de la tarifa de mercado la fecha en que el decreto del gobierno fue publicado. Todas las transacciones con el gobierno, incluyendo tarifas e impuestos, debían ser fijadas en los rublos de plata, pero los pagos se podrían hacer en los rublos de papel en el cambio fijo. 
Había otro aspecto importante de estas reformas. El gobierno fijó la meta a largo plazo de la confianza del edificio en los billetes. Como el primer paso, el gobierno estableció el rama del depósito del banco comercial del estado. En la rama del depósito aceptó los depósitos de las monedas de plata y publicó los certificados para la cantidad depositada. El decreto del 1 de julio de 1839 anunció que estos certificados son moneda de curso legal y se pueden utilizar para todos los pagos. El valor de estos certificados fue fijado igual al valor del rublo de plata. Estos instrumentos fueron creados de modo que la gente gane confianza en los billetes sostenidos completamente por la plata. La opinión era que esta ayudaría a hacer el paso siguiente. El paso siguiente era intercambiar todos los billetes en la circulación por la modernidad nuevamente publicada. Esta nueva aplicación los rublos de papel debía ser garantizada parcialmente por las reservas de plata. Los certificados de plata eran instrumentos populares del pago. Nicolás I escribió en 1841 que los certificados de plata fueron publicados para hacer transacciones grandes en los rublos de plata más convenientes, sin la necesidad de la entrega física de monedas pesadas. Él también escribió que porque todos los certificados eran libremente cambiables en la plata y nunca había más certificados publicados que los depósitos reales acumulados, gente dio la bienvenida a este nuevo método de pago y casi 50 millones de rublos de valor de certificados estaban en la circulación antes de 1841. El gobierno realizó que la confianza en certificados fue basada en ellos que eran sostenidos completamente por las reservas de plata y seguía habiendo este principio sin cambiar. 

### Reforma de 1843
El paso siguiente de la reforma siguió en junio de 1843 en que fue anunciado que todos los billetes existentes serán intercambiados para los rublos de papel nuevamente publicados. Primero, la aplicación de los nuevos certificados de plata fue terminada. Los nuevos rublos de papel fueron publicados. Los viejos rublos de papel fueron intercambiados para los nuevos en el cambio de 3,5 para uno. Este intercambio fue terminado en abril de 1851, con solamente 3,3 millones de viejos rublos no presentados para el intercambio. Todos los certificados de plata debían ser intercambiados en los nuevos rublos de papel uno para uno hasta de marcha la 1 de 1853. El ministerio de las finanzas estableció el fondo especial de las monedas de plata para intercambiar parcialmente nuevo billete en monedas. 
Este alcohol monetario prudente durado hasta que la guerra crimea comenzó en 1853 (la guerra durada hasta 1856). De enero el 10 de 1855 Tsar Nicholas publiqué un decreto permitiendo que el Hacienda del estado imprima los rublos de papel para cubrir los costos. El decreto indicó que tres años después del final de la guerra, y si la situación permite, incluso más pronto, el gobierno comenzaría recordar este los billetes adicionales de la circulación. En los años 1855 - 1856 el Hacienda publicó 378,8 millones de rublos de valor del billete. Antes del 1 de enero de 1858 había 735,3 millones de rublos de papel en la circulación. Aunque el cambio oficial entre el papel y los rublos de la plata era fijo, debido a los rublos de papel de las emisiones grandes perdió su renombre y fueron presentados más y más con frecuencia al gobierno para el intercambio en las monedas de plata. En 1858 el intercambio de los billetes en la plata fue suprimido debido a reservas de plata escasas. Los rublos de papel continuaron cayendo. Así, el sistema monetario concebido y creado con las reformas de 1839 - 1843 dejó de existir. La inflación era alta. Los años pasados del reinado de Nicholas que no pasé como los años del sistema financiero estable o los años del desarrollo económico pacífico.

## Alejandro II (1855-1881)
El nuevo Zar Alejandro II de Rusia inició reformas políticas y económicas. Quizás la derrota en la Guerra de Crimea ayudó a comprender que la economía rusa se estaba transformando lentamente y que las reformas eran necesarias.
Los críticos culpaban de la mala situación económica a un sistema económico basado en la esclavitud campesina. Las reformas incluyeron la liberalización de las regulaciones al comercio exterior e inversión extranjera, y en 1861 - una medida drástica - se suprimió el sistema de la esclavitud campesina (siervos) y se creó un mercado de trabajo. El soberano prefirió cambiar el sistema desde arriba, antes de que se lo cambiaran desde abajo, como él mismo apuntó entre sus nobles en 1856.
Cuando liberaron a los campesinos no les dieron tierras, que se mantuvieron en manos de sus antiguos propietarios. Se desarrollaron nuevas relaciones laborales y se eliminaron las restricciones a las actividades económicas privadas. Estas medidas proporcionaron las condiciones para el desarrollo de la empresa privada y de compañías públicas en diversas industrias. 
Hasta la mitad de los años 1850 los bancos estatales tenían el monopolio sobre el negocio bancario. Estos bancos obtenían beneficiador medio de depósitos, préstamos al gobierno y préstamos a largo plazo a la nobleza. El mercado de seguridades fueron dominados por los enlaces de gobierno. (A que el número pequeño de partes publicó por las compañías de seguros fue negociada.)
Las reformas económicas y políticas estimularon el desarrollo de la empresa privada, fomentando el crecimiento de los mercados de capitales. En este período los bancos dirigidos por el gobierno perdieron cantidades grandes de depósitos por la competencia de las entidades privadas que ofrecían mayor rentabilidad. Los bancos quedaron borde de la insolvencia, y en 1860 todos los bancos estatales fueron suprimidos y sus activos y deudas fueron asumidos por un banco estatal nuevamente establecido por el imperio.
Durante este tiempo el gobierno ruso comenzó a sentir la competencia en los mercados de capitales. Podría pedir prestado no más de largo fácilmente de los bancos de estado. Las seguridades publicadas por las nuevas compañías públicas estaban disponibles para los inversionistas. A pesar de todo, la prensa fue utilizada con moderación: 43 millones de nuevos rublos fueron puestos en circulación en 1865, y 59,5 millones en 1866. No obstante, los rublos de papel se depreciaron: un rublo de papel valió 0,834 rublos de plata en 1864, 0,816 en 1865, y 0,764 en 1866. Los mercados de capitales competitivos forzaron al gobierno a buscar soluciones innovadoras para financiar su déficit. Una solución - enlaces de lotería del estado - publicada en 1864 y 1866 será dada el tratamiento detallado en el que está de las secciones más últimas.
El desarrollo económico logrado por Rusia en los años 1860 y 1870 proporcionó una ocasión de estabilizar el sistema monetario y de luchar con éxito contra la inflación. La guerra con Turquía (1877-1878), sin embargo, obligó a afrontar nuevos gastos e impidió alcanzar la estabilidad. Para cubrir el déficit presupuestario el gobierno obtuvo préstamos extranjeros, e imprimió de nuevo más dinero. El rublo de papel cayó otra vez hasta el valor de 0,648 rublos de oro en enero de 1880), comparado con 0,76 rublos del oro en enero de 1875. Antes de enero de 1881 había 1.133,5 millones de rublos de papel en circulación.

## Alejandro III (1881-1894)
El puesto del Ministro de Hacienda fue ocupado por Nikolai Bunge a partir de mayo de 1881 hasta enero de 1887. Él planeó comenzar otra reforma de la modernidad para construir divisa nacional estable. El grado académico obtenido por Bunge en 1852 fue de Doctorado, su tesis doctoral llevó el título La teoría del crédito. Antes de ser el ministro encargado de las finanzas fue profesor en la Universidad de Kiev, y como autor publicó una gran cantidad de libros. Bunge creyó en la economía de mercado abierta para el comercio exterior. Notó que la alta inflación hace difícil para que los sectores privados y públicos obtengan préstamos. Los nuevos préstamos eran especialmente importantes construir la infraestructura, incluyendo los ferrocarriles, capaces de mantener las necesidades de la economía industrial que emergía. 
Antes de Bunge, el puesto del Ministro de Hacienda fue ocupado brevemente por A.A. Abaza (octubre de 1880-mayo de 1881).
Era decidida para no perseguir el mecanismo previamente desarrollado de recordar los rublos de papel de la circulación publicando enlaces internos. En lugar, el gobierno decidía a parar nuevas emisiones de la modernidad, a acumular reservas de oro, y después a instituir el intercambio libre de los rublos de papel en el oro. En los años 1881 - 1897 las reservas de oro aumentaron a partir de 298,4 millones de rublos a 1.095,5 millones. Las reservas de oro aumentaron con operaciones de explotación minera extensas de oro - Rusia minó 42.202 toneladas métricas de oro anualmente, que igualaron 17,2% de producción del mundo. Otra fuente del oro era de exportaciones, principalmente del trigo. El comenzar a partir de las importaciones excedidas exportaciones la 1882 del ruso. La economía rusa experimentó el crecimiento sano durante este tiempo pacífico. Las economías europeas también siguieron la trayectoria del desarrollo económico y las condiciones eran favorables para publicar deuda exterior. Este era el tiempo en que los préstamos de oro fueron publicados. Estos préstamos fueron denominados en varias diversas modernidades, incluyendo francos franceses, libras británicas, marcas alemanas, y los dólares de Estados Unidos. El valor de cara del enlace, en cada modernidad, fue impreso en el certificado. El cambio entre las modernidades fue establecido basó en su contenido de oro respectivo. Los enlaces podrían también circular en Rusia y en este caso el valor de cara fue indicado en los rublos del oro, por lo tanto el nombre - préstamos de oro. 
Cuáles eran ' ' rublos del oro '? Después de todo, en este tiempo la unidad monetaria oficial en Rusia era rublo de plata. Sin embargo, el dinero en la circulación consistió en el oro, la plata, y los billetes de banco de cobre del moneda y de papel. Había dos monedas de oro: moneda de 10 rublos (imperial y moneda de 5 rublos (poluimperial . Como sabemos ya, había cambio entre las monedas y los rublos del papel. El cambio fue fijado ocasionalmente oficialmente, él flotaba ocasionalmente. 
Por la mitad segundo del siglo XIX, el precio de la plata concerniente al precio del oro bajó, y a través de Europa el oro emergió como medida importante de valor. Hasta que los contratos 1895 no se podrían escribir en rublos del oro, y las únicas operaciones legales en rublos del oro eran las los préstamos de ese oro implicados. Para estas transacciones, el estándar de oro del rublo fue fijado como 1/10 de la moneda de oro del diez-rublo. El estándar también especificó el peso y el contenido del oro puro en el rublo del oro. En los años 1889 - 1896 el gobierno tuvo éxito en poner varias aplicaciones los préstamos de oro. Estos enlaces fueron vendidos y ayudados con éxito para aumentar reservas de oro. Después de que la reforma monetaria de 1895-1897 rublos de papel llegó a ser libremente cambiable en el oro, y el rublo ruso se convirtió en libremente moneda convertible. Desde los rublos ahora de papel estaba libremente el convertible en monedas preciosas, el sistema ' ' de dos modernidades ' - los rublos del papel y de la plata - era no más largo en existencia. 
Aunque la política monetaria durante el término de Alexander III se puede caracterizar como conservador, esto no es lo mismo que decir que la idea de usar la prensa del dinero fue abandonada en conjunto. Por ejemplo, durante los años 1891 - 1892, la nueva emisión de los rublos de papel estaba parada en 125 millones.

## Nicolás II (1894-1917)

### Reforma monetaria

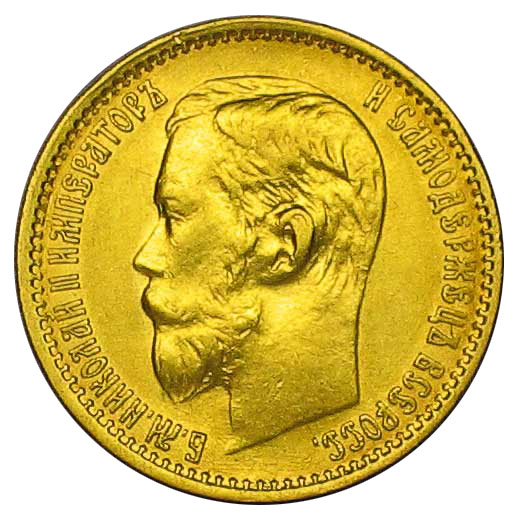
Moneda de cinco rublos de oro de 1899, con la efigie del Zar Nicolás II.

Las políticas monetarias prudentes de los ministros de hacienda de Alejandro III (Bunge, Vyshnegradsky y Witte) dieron lugar a reservas de oro crecientes y déficits fiscales reducidos. La tierra fue censada en la época del ministro Witte para llevar a cabo una reforma monetaria. El objetivo era establecer una moneda estándar, el rublo de oro y la introducción del patrón oro. La reforma tenía varias etapas. Mientras se producía la transición, las monedas de oro estaban en circulación, pero todos los contratos tenían que ser escritos legalmente usando el rublo de plata como medida de valor.
El primer paso de la reforma empezó en 1895, cuando fue permitido escribir los contratos basados en el oro. El valor de la moneda de 10 rublos de oro (conocido como imperial) fue fijado en 15 rublos. El 25 de mayojul./ 6 de junio de 1895greg., el Banco Central fue autorizado a cambiar papel moneda por oro. El 20 de juliojul./ 1 de agosto de 1895greg. se autorizaron los depósitos en oro. En 1897 se grabaron monedas de 5 rublos de oro (poluimperial), con un tercio del oro de la imperial.
La ley definitiva de la reforma fue sancionada en agosto de 1897, según la cual se autorizaba la circulación de hasta 600 millones de rublos con un 50% amortizada por las reservas de oro y el otro 50% por las obligaciones comerciales. Si la cantidad de papel moneda excedía de 600 millones, cada rublo de papel debía ser sostenido completamente por las reservas de oro. Finalmente, el 14 de noviembrejul./ 26 de noviembre de 1897greg. se estableció la paridad entre la moneda de oro y la de papel y el papel moneda se convirtió en la unidad monetaria oficial. Esta reforma consolidó una moneda estable en el país. La estabilidad de la nueva moneda atrajo a los inversionistas extranjeros, que ahora vieron las inversiones en Rusia como menos riesgosa.
| Año  | Ingreso       | Gasto         | Año  | Ingreso       | Gasto         |
| ---- | ------------- | ------------- | ---- | ------------- | ------------- |
| 1894 | 1.154.000.000 | 1.155.000.000 | 1900 | 1.704.000.000 | 1.883.000.000 |
| 1895 | 1.256.000.000 | 1.521.000.000 | 1901 | 1.790.000.000 | 1.874.000.000 |
| 1896 | 1.369.000.000 | 1.480.000.000 | 1902 | 1.905.000.000 | 2.167.000.000 |
| 1897 | 1.416.000.000 | 1.495.000.000 | 1903 | 2.032.000.000 | 2.108.000.000 |
| 1898 | 1.585.000.000 | 1.772.000.000 | 1904 | 2.018.000.000 | 2.738.000.000 |
| 1899 | 1.673.000.000 | 1.785.000.000 | 1905 | 2.025.000.000 | 3.205.000.000 |

### La guerra ruso-japonesa
Por aquella época, varios países occidentales competían por influencia, comercio y territorio en Asia Oriental. Mientras, Japón se esforzaba por convertirse en una gran potencia moderna. Ambos estados rivalizaban por el dominio de la península de Corea y el puerto de Port Arthur, cedido por China a Rusia en 1895. La guerra comenzó en febrero de 1904 y duró 19 meses. El conflicto trajo consigo una profunda depresión y el aumento del déficit fiscal. Aunque no se imprimió dinero, mediante una emisión de bonos y préstamos internacionales. Aunque hubo un período de recuperación en 1906-1907, no fue hasta 1910 cuando la economía volvió a crecer. Varios años de buenas cosechas trajeron grandes réditos de la exportación. La producción industrial también aumentó. Los ingresos del estado también crecieron y, por primera vez en décadas, se pudo pagar parte de la deuda pública.

### Primera Guerra Mundial
La consecuencia económica directa de la Primera Guerra Mundial fue el aumento del gasto militar. En 1915, el déficit presupuestario estaba en 8.561 millones de rublos y el gasto militar en 8.620 millones. En 1916, estas figuras eran de 13.767 millones y 14.573 millones, respectivamente. El gobierno imprimía con frecuencia bonos para financiar el déficit. Los bonos de guerra fueron vendidos en 1914, 1915 y 1916.
Aun así, el déficit era insostenible y el Banco Central fue autorizado a imprimir 300 millones de rublos sin respaldo. Para evitar la fuga de divisas y contener la inflación, el 27 de juliojul./ 9 de agosto de 1914greg. se declaró la inconvertibilidad. Esta ley también autorizó al Ministerio de Hacienda a emitir bonos de corto plazo al 5%, que el Banco Central fue obligado a comprar. Los cuales se financiaron con la emisión de moneda que llevó el techo de impresión monetaria a 1,5 mil millones de rublos. Esta política solo aceleró el proceso inflacionario. 
| Fecha             | Techo de impresión monetaria (en millones de rublos) |
| ----------------- | ---------------------------------------------------- |
| 1913              | 600                                                  |
| Comienzos de 1914 | 900                                                  |
| Agosto de 1914    | 1.500                                                |
| Marzo de 1915     | 2.500                                                |
| Agosto de 1916    | 5.500                                                |
| Diciembre de 1916 | 6.500                                                |
| Aumento total     | 5.900                                                |

Mientras que la inflación aumentaba, el oro, la plata e incluso las monedas de cobre comenzaron a desaparecer del mercado, ya que la población las guardaba como una forma conservar el valor del dinero frente a un papel moneda que se desvalorizaba. En febrero de 1917, el poder adquisitivo de un rublo de papel igualó el de 0,26 rublos antes de que la guerra comenzara.
El 28 de febrerojul./ 13 de marzo de 1917greg. los revolucionarios tomaron el control en Moscú y la base naval de Kronstadt, que controlaba el acceso por mar a Petrogrado, asesinando al comandante y cincuenta de sus oficiales. El zar firmó su dimisión el 2 de marzojul./ 15 de marzo de 1917greg. y su hermano, el gran duque Miguel, rechazó el trono el día siguiente, este era el final de la dinastía Románov. El gobierno imperial ruso dejó de existir y dejó en su lugar al gobierno provisional.

## Gobierno Provisional
Cuando la autoridad del gobierno del zar empezó a fallar, dos instituciones rivales, la Duma y el Sóviet de Petrogrado, compitieron por el poder. Como compromiso se formó un gobierno provisional de coalición (compuesto mayoritariamente por miembros del Partido Democrático Constitucional) entre los partidos liberales burgueses y los moderados socialistas, que debía dirigir el país hasta las elecciones de la asamblea constituyente. Cuando Nicolás II abdicó, el gobierno provisional rigió Rusia de manera formal, pero su poder estaba en realidad limitado por la creciente autoridad del Sóviet de Petrogrado.
El nuevo gobierno pareció contar inicialmente con un apoyo abrumador y estuvo formado por muchas de las más brillantes figuras de los liberales rusos, como el nuevo primer ministro Georgi Lvov, progresista y respetado veterano del trabajo en los zemstvos.

### Primeras medidas
Una de las medidas más importantes del nuevo gobierno fue continuar con la guerra. El déficit presupuestario era ya enorme y la necesidad de costos militares adicionales solo empeoró la situación. Para luchar contra la inflación y para levantar los ingresos fiscales, se tomaron varias medidas. Se emitió un bono interno conocido como préstamo de la libertad, el cual fue completamente vendido, pero no fue suficiente para cubrir el déficit. El 7 de abriljul./ 20 de abril de 1917greg. se decretó el monopolio estatal de la venta de cereales y se estableció un comité alimentario, al que era obligatorio vender las cosechas a precios fijos. La inflación desbordada, le transporte ineficiente y la escasa producción de artículos de primera necesidad para los campesinos hicieron que un número creciente de estos se negasen a entregar a precio fijo sus cosechas al gobierno, creando escasez en las ciudades y el campo.

### Impresión de dinero
El 4 de marzojul./ 17 de marzo de 1917greg. se elevó el techo de impresión monetaria a 8,5 mil millones de rublos. Varios decretos le siguieron (15 de mayojul./ 28 de mayo de 1917greg.; 11 de juliojul./ 24 de julio de 1917greg.; 7 de septiembrejul./ 20 de septiembre de 1917greg.; 6 de octubrejul./ 19 de octubre de 1917greg.) llevando el techo a 16,5 mil millones. Durante este período se imprimieron billetes con denominación de 250, 500 y 1000 rublos.
| Mes             | Techo de impresión monetaria (en millones de rublos) |
| --------------- | ---------------------------------------------------- |
| Enero y febrero | 7.400,0                                              |
| Marzo           | 8.524,5                                              |
| Abril           | 9.000,0                                              |
| Mayo            | 9.738,5                                              |
| Junio           | 10.613,5                                             |
| Julio           | 11.693,5                                             |
| Agosto          | 12.980,0                                             |
| Septiembre      | 14.934,5                                             |
| Octubre         | 16.933,5                                             |
| Noviembre       | 19.574,5                                             |
| Aumento total   | 12.174,0                                             |

Durante los ocho meses que el gobierno provisional gobernó Rusia, imprimió más papel moneda que el gobierno imperial durante 32 meses de guerra. La inflación llegó al 400% anual. Comparado con 1914, el precio del azúcar subió 2600%, de la papa 1900%, del pan 1500% y la carne 400%. Para agosto, la demanda de dinero era tan alta que apenas podía satisfacerse con el volumen existente en el Banco Central. Los bonos a corto plazo que imprimió el Ministerio de Hacienda circulaban como dinero. En septiembre, el gobierno provisional permitió que los bonos, los certificados de préstamos de guerra y los certificados del préstamo de la libertad circularan libremente como divisa.

### Final del gobierno provisional y caída de Imperio ruso

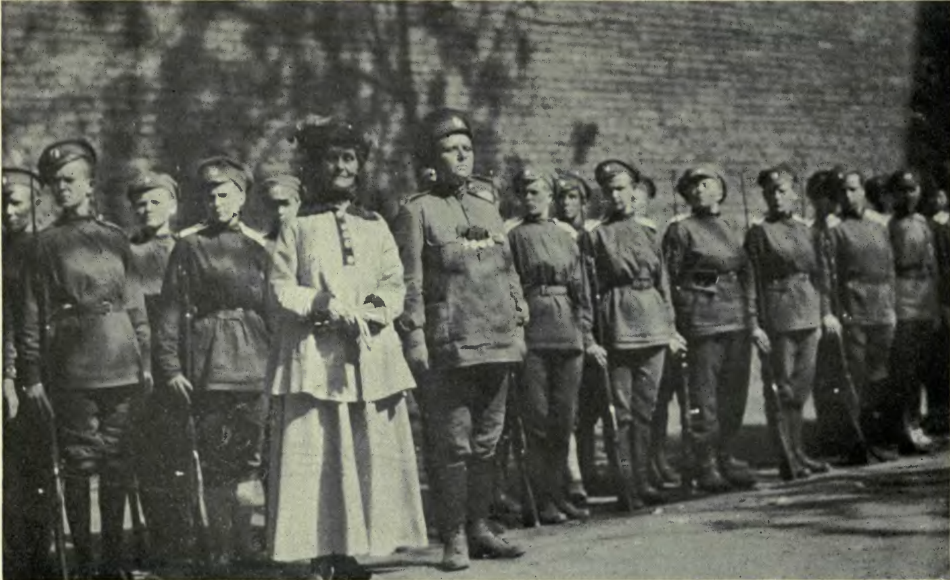
El batallón de la muerte, formado por mujeres, fue el último defensor del gobierno provisional.

El Gobierno provisional tuvo éxito en la organización de las elecciones, pero fracasó en el intento de finalizar la participación rusa en la Primera Guerra Mundial (organizando la Ofensiva de Kérenski), debilitando así su popularidad entre los detractores de la guerra. 
El gobierno fue derrocado con extrema facilidad por los bolcheviques, que instauraron su propio «gobierno provisional», el 25 de octubrejul./ 7 de noviembre de 1917greg. en la conocida como Revolución de Octubre. A pesar de que el plan bolchevique para tomar el poder era conocido desde hacía semanas, el gobierno fue incapaz de impedirlo. El gobierno provisional contaba para entonces con escasas simpatías en la capital y el campo y con aún más escasos defensores.